# Agnès Rouveret
Pour les articles homonymes, voir Rouveret.
Agnès Rouveret, née le 13 mars 1948 à Ivry-sur-Seine, est une archéologue et historienne de l'art française.

## Biographie
Agnès Rouveret est élève de l'École normale supérieure de jeunes filles (1967), agrégée de lettres classiques et ancienne élève de l'École française de Rome. Elle soutient une thèse de doctorat d'État en 1983 à l'université Paris-IV. Elle est assistante de latin à l'université de Rouen (1972-1974) puis rejoint l'université Paris X-Nanterre comme assistante puis professeure de latin (1977-1998). Elle est également chargée de conférences à l’École pratique des hautes études (IVe section) de 1983 à 1998 (Archéologie de l’Italie centrale et méridionale jusqu’aux guerres puniques). Elle est élue professeure d’archéologie et histoire de l’art de Rome et du monde romain à l'université Paris-Nanterre en 1998,.  Elle est professeure émérite depuis 2015. 
Elle est élue membre correspondant de l'Académie des inscriptions et belles-lettres en 2013, puis membre en 2019.

## Distinctions
- Chevalière de la Légion d'honneur (2016)[5]
- Officière de l'ordre des Palmes académiques (2021)

## Publications
- avec Philippe Walter, Peintures grecques antiques, Paris, Fayard-Louvre, 2004, 192 p. (ISBN 978-2213619354)
- Histoire et imaginaire de la peinture ancienne (Ve s. av. J.-C. – Ier s. ap. J.C.), École française de Rome, 1989, 603 p. (ISBN 978-2728310753)
- Pline l’Ancien, Histoire naturelle, livre XXXVI, introduction et commentaire, texte établi par Jacques André et traduit par Raymond Bloch, Paris, CUF, 1981.
- Adolphe Reinach, Recueil Milliet. Textes grecs et latins relatifs à l’histoire de la peinture ancienne (1921), Paris, Macula, l985, révision des textes antiques ; introduction, notes complémentaires et mise à jour bibliographique.
- (it) Le tombe dipinte di Paestum (avec A. Pontrandolfo), Modène, 1992
- Pittura Romana (avec Ida Baldassarre, Angela Pontrandolfo, Monica Salvadori), Milan, Motta, 2002 ; édition française Peinture romaine, Motta-Actes Sud, 2003 ; nouvelle édition en format de poche en 2006
- Image et rituel dans la peinture funéraire de Poseidonia-Paestum au IVe siècle av. J.-C., Cahiers des conférences académiques franco-chinoises « Histoire, archéologie et société », Pékin, École française d’Extrême-Orient – Centre de Pékin, 2011, 44 p.